# Nomads United Association Football Club
Maillots
Le Nomads United AFC est un club néo-zélandais de football basé à Christchurch.

## Palmarès
- Coupe de Nouvelle-Zélande
  - Finaliste : 1931, 1963